# Liaoyang
Liaoyang is een stad in de gelijknamige prefectuur in de noordoostelijke provincie Liaoning, Volksrepubliek China.
Bij de volkstelling van 2020 had de stad 764.504 inwoners, de gehele prefectuur had 1.604.580 inwoners.
In het zuiden is de stad Liaoyang vastgegroeid aan de stad Anshan.

## Geboren
- Qin Dongya (1979), judoka